# شهرستان کالدول (کارولینای شمالی)
شهرستان کالدول، کارولینای شمالی (به انگلیسی: Caldwell County, North Carolina) یک سکونتگاه مسکونی در ایالات متحده آمریکا است که در کارولینای شمالی واقع شده‌است.

## خصوصیات
شهرستان کالدول ۱٬۲۲۷٫۶۶ کیلومترمربع مساحت دارد.